# Luigi
Luigi (Nhật: ルイージ Hepburn: Ruīji, phát âm [ɾɯ.iːʑi]; tiếng Anh: /luˈiːdʒi/ loo-EE-jee, tiếng Ý: [luˈiːdʒi]) là một nhân vật hư cấu có mặt trong trò chơi điện tử và các phương tiện liên quan do Nintendo phát hành. Được tạo ra bởi nhà thiết kế trò chơi điện tử Nhật Bản Shigeru Miyamoto, Luigi được miêu tả là người anh em song sinh và cộng sự của Mario, linh vật của Nintendo. Luigi xuất hiện trong nhiều trò chơi trong suốt loạt Mario, đôi khi đi cùng anh trai của mình.
Luigi xuất hiện lần đầu trong trò chơi Game & Watch năm 1983 Mario Bros., trong đó anh là nhân vật do người chơi thứ hai điều khiển. Anh giữ vai trò này trong nhiều trò chơi sau đó, bao gồm Mario Bros., Super Mario Bros., Super Mario Bros. 3, Super Mario World. Anh ấy lần đầu tiên xuất hiện với tư cách là một nhân vật chính trong Super Mario Bros. 2. Trong những lần xuất hiện gần đây, vai trò của Luigi ngày càng bị hạn chế trong các phần phụ, chẳng hạn như loạt Mario Party và Mario Kart; tuy nhiên, anh đã được đóng vai chính trong Luigi's Hammer Toss, Mario is Missing, Luigi's Mansion, Luigi's Mansion: Dark Moon, Dr. Luigi, New Super Luigi U, Luigi's Mansion Arcade, và Luigi's Mansion 3. Trong hầu hết các trò chơi đó, anh được kêu gọi đóng vai anh hùng vì Mario đang cần được giải cứu. Luigi cũng xuất hiện trong mọi tập của ba loạt phim truyền hình DiC dựa trên trò chơi NES và Super NES.
Ban đầu được phát triển như một phiên bản hoán đổi bảng màu của Mario với  phối màu xanh thay vì đỏ, Luigi kể từ đó đã phát triển một cá tính và phong cách của riêng mình. Khi vai diễn của anh trong loạt Mario tiến triển, Luigi cũng phát triển thành một nhân vật khác biệt về thể chất, cao hơn và gầy hơn so với anh trai của mình. Nintendo gọi khoảng thời gian từ tháng 3 năm 2013 đến tháng 3 năm 2014 là "Năm của Luigi" để kỷ niệm 30 năm sự tồn tại của nhân vật này. Tương ứng, các trò chơi được phát hành vào năm 2013 đều nhấn mạnh đến Luigi. Một phiên bản theo chủ đề Luigi có thể mở khóa trong Mario Bros. có tên Luigi Bros., cũng tích hợp trong Super Mario 3D World.

## Khái niệm và sáng tạo

Biểu tượng trên mũ, và cũng là biểu tượng của Luigi trong các trò chơi

Các sự kiện dẫn đến việc tạo ra Luigi bắt đầu vào năm 1982, trong quá trình phát triển Donkey Kong, Shigeru Miyamoto đã tạo ra Mario (khi đó gọi là "Jumpman"), hy vọng rằng anh ấy sẽ có thể thể hiện lại nhân vật trong nhiều vai trò khác nhau trong các trò chơi trong tương lai. Miyamoto đã lấy cảm hứng từ Joust để tạo ra một trò chơi với chế độ hai người chơi đồng thời, dẫn đến việc ông phát triển trò chơi Mario Bros. vào năm 1983. Trong trò chơi đó, Luigi được giao vai trò là em trai của Mario và là nhân vật thứ hai có thể điều khiển được. Miyamoto quan sát thấy từ tiếng Nhật ruiji có nghĩa là "tương tự", do đó giải thích sự tương đồng về kích thước, hình dạng và cách chơi của Luigi với Mario.

### Diễn viên đóng vai
Giống như vẻ ngoài của anh ấy, giọng nói của Luigi cũng thay đổi sau nhiều. Mario Kart 64 là tựa game có nhiều nhân vật được lồng tiếng lần đầu tiên, một số nhân vật, bao gồm cả Luigi, có hai giọng khác nhau; phiên bản Bắc Mỹ và Châu Âu của trò chơi thì Luigi có giọng nói trầm do Charles Martinet, người cũng lồng tiếng cho Mario, Wario, Waluigi và Toadsworth. Phiên bản tiếng Nhật sử dụng giọng falsetto the thé, do được lồng tiếng bởi nhân viên phiên dịch tiếng Pháp thời bấy giờ tại Nintendo là Julien Bardakoff. Lồng tiếng của Luigi không nhất quán trong suốt nhiều trò chơi Nintendo 64; tất cả các phiên bản của Mario Party đều có chất giọng cao của Bardakoff từ Mario Kart 64. Luigi đã giữ lại giọng này trong Mario Party 2. Trong Mario Golf, Mario Tennis, và Mario Party 3, giọng anh trở lại trầm hơn. Kể từ đó, ngoại trừ Mario Kart: Super Circuit và Super Smash Bros. Melee, Luigi luôn có giọng trung bình do Martinet lồng. Trong Mario Kart: Super Circuit, giọng của Luigi giống với giọng the thé của phiên bản tiếng Nhật của Mario Kart 64. Trong Super Smash Bros. và Super Smash Bros. Melee, giọng của Luigi được tạo thành từ các đoạn giọng cao ở quãng cao của Mario, lấy từ Super Mario 64. Trong  Super Smash Bros. Brawl  và Super Smash Bros. Ultimate, anh có giọng nói của riêng (ở mức trung bình) thay vì phiên bản cao vút của Mario. Charlie Day sẽ lồng tiếng cho Luigi trong bộ phim chuyển thể năm 2022 sắp tới.

## Đặc điểm nhân vật

Phiên bản arcade của Mario Bros., phát hành năm 1983, đánh dấu lần đầu tiên Luigi (phải) xuất hiện với tư cách là hoán đổi bảng màu của Mario (trái)

Luigi được miêu tả là người em trai cao, trẻ hơn của Mario và thường được nhìn thấy mặc áo xanh, quần yếm xanh đậm và một chiếc mũ xanh lục có phù hiệu chữ "L" xanh lục. Mặc dù Luigi cũng là thợ sửa ống nước như Mario, các khía cạnh khác trong tính cách của anh thay đổi theo từng trò chơi; Luigi luôn tỏ ra lo lắng và rụt rè, nhưng tốt bụng và giữ được bình tĩnh hơn anh trai. Một phiên bản trẻ em của anh tên là Baby Luigi đã ra mắt trong Super Mario World 2: Yoshi's Island, trong đó anh bị Kamek bắt giữ. Anh cũng xuất hiện trong Mario & Luigi: Partners in Time với tư cách là một nhân vật có thể chơi được cùng với Baby Mario. Vì là em song sinh của Mario, Luigi được cho là cũng 24 tuổi.

### Họ
Ban đầu Nintendo không đặt họ cho Luigi. Việc sử dụng "Luigi Mario" đáng chú ý đầu tiên của là trong chuyển thể phim người thật đóng năm 1993. Vào tháng 9 năm 2015, tại lễ hội kỷ niệm 30 năm Super Mario Bros., Miyamoto nói tên đầy đủ của Mario là Mario Mario. Do đó, điều này gián tiếp xác nhận tên đầy đủ của Luigi là Luigi Mario.

## Xuất hiện

Luigi trong Luigi's Mansion. Máy hút bụi đã được GameDaily liệt kê là một trong những chiêu quảng cáo tốt nhất của Nintendo.

Lần xuất hiện đầu tiên của Luigi là trong trò chơi arcade Mario Bros. năm 1983 là nhân vật do người chơi thứ hai điều khiển. Anh vẫn giữ vai trò này trong Wrecking Crew. Sau đó anh xuất hiện trong Super Mario Bros. cho NES và một lần nữa trong Super Mario Bros.: The Lost Levels, Super Mario Bros. 2, Super Mario Bros. 3, và Super Mario World. Super Mario Bros. 2 giới thiệu Luigi là người cao hơn trong số hai anh em, cũng như nhảy giỏi hơn. Luigi quay trở lại trong vai trò ghép với Mario trong Super Mario Bros. 3, và Super Mario World. Anh xuất hiện lúc nhỏ ở dạng trẻ sơ sinh trong Super Mario World 2: Yoshi's Island. Luigi vắng mặt trong Super Mario 64 và Super Mario Sunshine. Tuy nhiên, bản làm lại trên Nintendo DS của Super Mario 64  đưa anh ta vào vai một nhân vật có thể chơi được cùng với Mario, Yoshi và Wario. Anh đóng vai chính trrong trò chơi Luigi's Mansion trên GameCube, nơi anh sở hữu một dinh thự từ một cuộc thi mà anh chưa bao giờ tham gia, và cứu Mario khỏi King Boo. Luigi's Mansion đã gây được tiếng vang lớn đến nỗi Nintendo đã làm phần tiếp theo của trò chơi gần một thập kỷ sau ngày phát hành bản gốc. Phần tiếp theo có tên là Luigi's Mansion: Dark Moon và có thể chơi được trên Nintendo 3DS. Anh quay trở lại trong trò chơi thứ ba, Luigi's Mansion 3, trên Nintendo Switch.

Luigi khi anh ấy xuất hiện trong loạt Mario and Luigi

### Phương tiện khác
Luigi xuất hiện lần đầu trong phim hoạt hình Super Mario Bros: The Great Mission to Save Princess Peach! năm 1986. Trong phim,Yū Mizushima lồng tiếng cho Luigi, anh vẫn chưa được phối màu nhất quán, mặc áo vàng, đội mũ xanh và quần yếm. Trong phim, Luigi là một nhân vật tham lam, thậm chí có lúc còn bỏ rơi Mario để kiếm tiền. Anh cũng nghiêm túc hơn một chút, nhưng kém can đảm hơn anh trai Mario vốn luôn mơ mộng về Công chúa Peach.
Luigi sau đó đã xuất hiện trong phần ba của bộ ba OVA mang tên Amada Anime Series: Super Mario Bros. phát hành vào năm 1989, trong đó các nhân vật Mario diễn xuất câu chuyện Snow White. Anh ta xuất hiện ở cuối video để cứu Mario và Peach khỏi Nữ hoàng độc ác giống như Koopa.
Luigi thường xuyên xuất hiện trong The Super Mario Bros. Super Show!, Phát sóng từ năm 1989 đến 1990, bộ phim đã chọn Danny Wells vừa đóng vai vừa là người lồng tiếng. Giống như anh trai, diễn viên lồng tiếng Luigi đã thay đổi trong các phim hoạt hình sau này, chẳng hạn như Tony Rosato. Mặc dù anh không phải là nhân vật chính trong chương trình, nhưng Luigi đã xuất hiện trong tất cả 91 tập của ba loạt phim hoạt hình DiC Mario, trong đó một số tập người anh trai anh không xuất hiện ("Life's Ruff" từ The Adventures of Super Mario Bros. 3).

## Năm của Luigi
Ngày 19 tháng 3 năm 2013, Nintendo bắt đầu "Năm của Luigi". Điều này bao gồm một năm của các trò chơi theo chủ đề Luigi như Luigi's Mansion: Dark Moon, Dr. Luigi, Mario & Luigi: Dream Team, và New Super Luigi U. Một bức tượng Luigi's Mansion đã được phát hành cho Club Nintendo. Vào ngày 19 tháng 3 năm 2014, Năm Luigi kết thúc.

### Tháng Luigi
Ngày 4 tháng 10 năm 2019, Nintendo tuyên bố rằng cả tháng 10 sẽ là Tháng của Luigi. Điều này là nhằm để kỷ niệm Luigi's Mansion 3, phát hành ngày 31 tháng 10 năm 2019. Tháng Luigi kết thúc ngày 1 tháng 11 năm 2019.

## Tiếp nhận

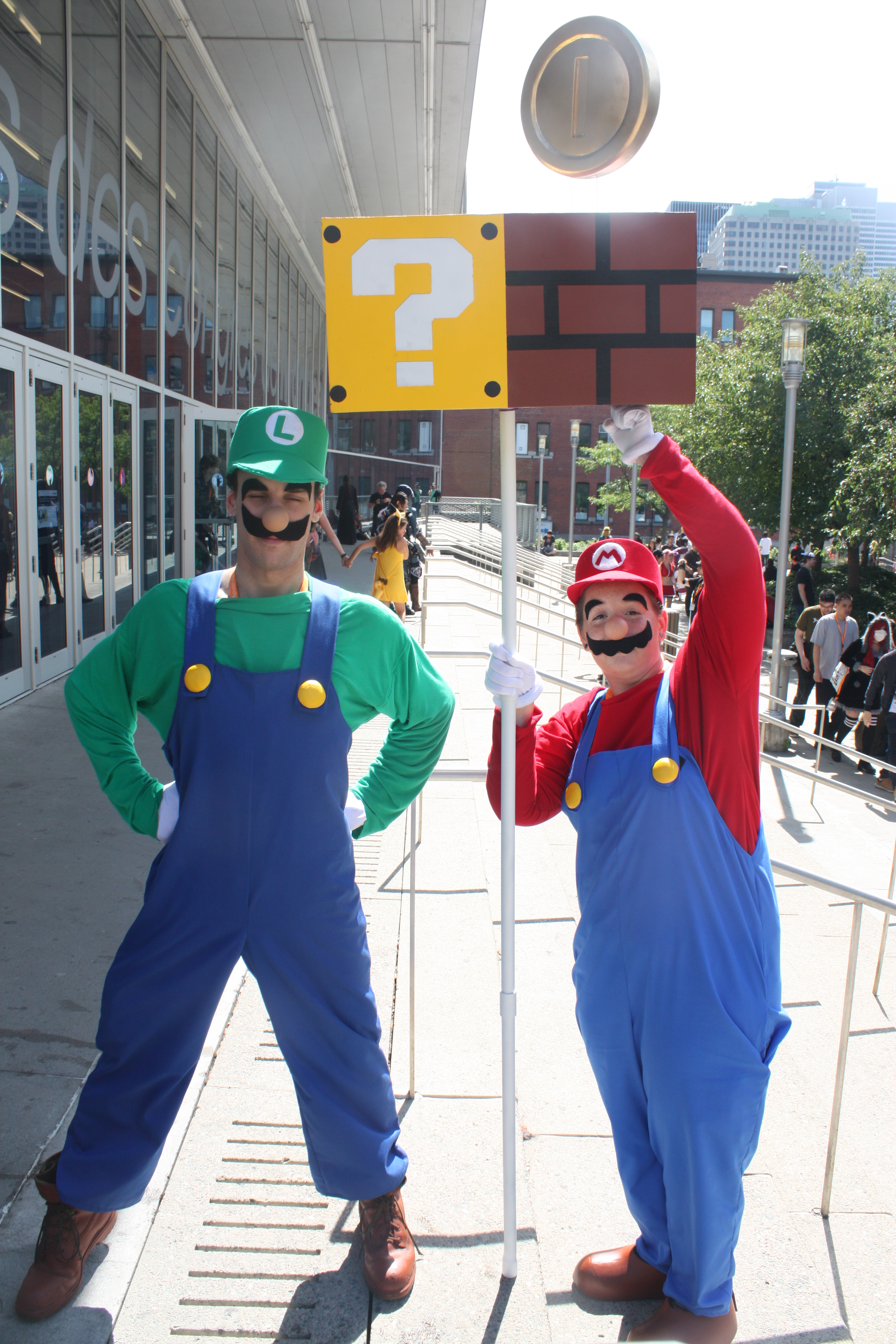
Một cặp đôi đang cosplay hai anh em Mario và Luigi tại Otakuthon 2015

Kể từ khi xuất hiện trong Super Mario Bros., Luigi đã nhận được sự đón nhận tích cực. Nintendo Power đã liệt kê Luigi là anh hùng yêu thích thứ năm của họ, trích dẫn sự đáng tin cậy của anh trong khi mô tả anh là một kẻ yếu hơn. Họ cũng liệt kê anh là một trong những người có bộ ria mép đẹp nhất. GameDaily liệt kê "anh chàng bị bỏ rơi" là một trong 25 nguyên mẫu trò chơi điện tử hàng đầu của họ, lấy Luigi làm ví dụ và nói rằng anh thiếu sức hút của người anh trai Mario và rằng anh nên đóng vai chính riêng. Họ cũng liệt kê Poltergust 3000 của Luigi từ Luigi's Mansion là một trong 25 mánh lới quảng cáo hàng đầu của Nintendo. UGO Networks xếp Luigi ở vị trí thứ 16 trong danh sách "25 người Ý đáng nhớ nhất trong trò chơi điện tử", cao hơn cả Mario.